# Parallelia chiliensis
Parallelia chiliensis är en fjärilsart som beskrevs av Achille Guenée 1852. Parallelia chiliensis ingår i släktet Parallelia och familjen nattflyn. Inga underarter finns listade i Catalogue of Life.